# Arno Schmidt

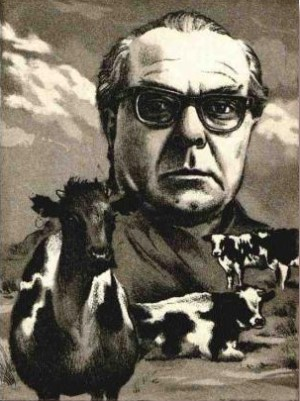
Arno Schmidt

Arno Otto Schmidt (Hamburg, 18 januari 1914 – Celle, 3 juni 1979) was een van de belangrijkste naoorlogse auteurs in Duitsland. De combinatie van traditioneel vertellen en avant-gardistische schrijftechnieken bevestigt zijn unieke plaats in de literatuur van de tweede helft van de twintigste eeuw.

## Biografie

### Voor 1945
In 1928, na de dood van zijn vader, trok de familie Schmidt naar Lauban (Silezië, nu Pools grondgebied). Nadat hij zijn middelbare school had afgewerkt (Abitur) te Görlitz, werd hij bediende in een textielfabriek in Greiffenberg (Silezië). In 1937 huwde Schmidt daar Alice Murawski (* 1916), die aan vele literaire projecten meewerkte. In het jaar 1938 ondernamen ze een reis van een week Londen; dit was langste gezamenlijke reis naar het buitenland van het koppel.
Volgens eigen zeggen begon Schmidt al vanaf het midden van de jaren 30 met literatuurhistorisch onderzoek naar Friedrich de la Motte Fouqué, een dichter uit de romantiek - de schriftelijke uitwerking van dat onderzoek ging bijna volledig verloren in de Tweede Wereldoorlog. Schmidt werd in 1940 in de Wehrmacht (artillerie) ingelijfd; eerst was hij in de Elzas gelegerd, vanaf 1942 in Noorwegen. Van daaruit meldde hij zich voor de frontlinie, om een korte vakantie naar zijn thuishaven te krijgen, vanwaaruit hij de vlucht van zijn vrouw naar het westen organiseerde. Na een korte inzet aan het front in Nedersaksen werd hij door het Engels leger krijgsgevangengenomen, en werd in een krijgsgevangenenkamp in Vilvoorde opgesloten (zie het vertelfragment Brüssel).

### 1945 tot 1958 (Cordingen, Kastel, Darmstadt)
Na de Tweede Wereldoorlog werkte Arno Schmidt eerst als tolk. Zijn eerste publicatie was de vertelling Leviathan (1949). Het echtpaar leefde toen nog in Cordingen (Nedersaksen), maar werd al snel omgekwartierd naar Kastel (Rijnland-Palts).
In het kader van de weer aangevatte Fouqué-studies reisde Schmidt samen met zijn vrouw in 1954 voor enkele dagen via Ahlden naar Oost-Berlijn; observaties gemaakt tijdens deze reis vonden hun neerslag in de roman Das steinerne Herz.
Om een veroordeling wegens blasfemie en het verspreiden van ontuchtige publicaties (dat waren beschuldigingen over zijn prozastudie Meerlandschaü met Pocahontas) te ontlopen, verhuisde hij – ondersteund door de Duitse schilder en etser Eberhard Schlotter – van het Kastel naar het intellectueel vrijere Darmstadt, waar hij echter niet voor altijd wilde blijven.

### 1958 tot 1979
Eind november van 1958 verhuisde Schmidt naar het gehucht Bargfeld (Nedersaksen, in de buurt van Celle), waar de dichter tot het einde van zijn leven zou wonen. Slechts sporadisch verliet Schmidt Bargfeld voor eendagsreizen of wegens bezoek aan familie voor enkele dagen; een dergelijke uitzondering was de reis in augustus 1962, toen hij samen met Alice nog eens Oost-Berlijn bezocht.
Na voorbereidingen van vele jaren publiceerde hij in 1970 zijn magnum opus Zettels Traum, dat wegens zijn omvang, grootte (A3) en typografie niet gezet werd - het werd als lijvig en duur facsimile verkocht.
In 1973 kreeg Schmidt de prestigieuze Goethe-Prijs van de Stadt Frankfurt am Main; de dankrede sprak Alice Schmidt - Arno Schmidt zelf wilde Bargfeld niet verlaten.

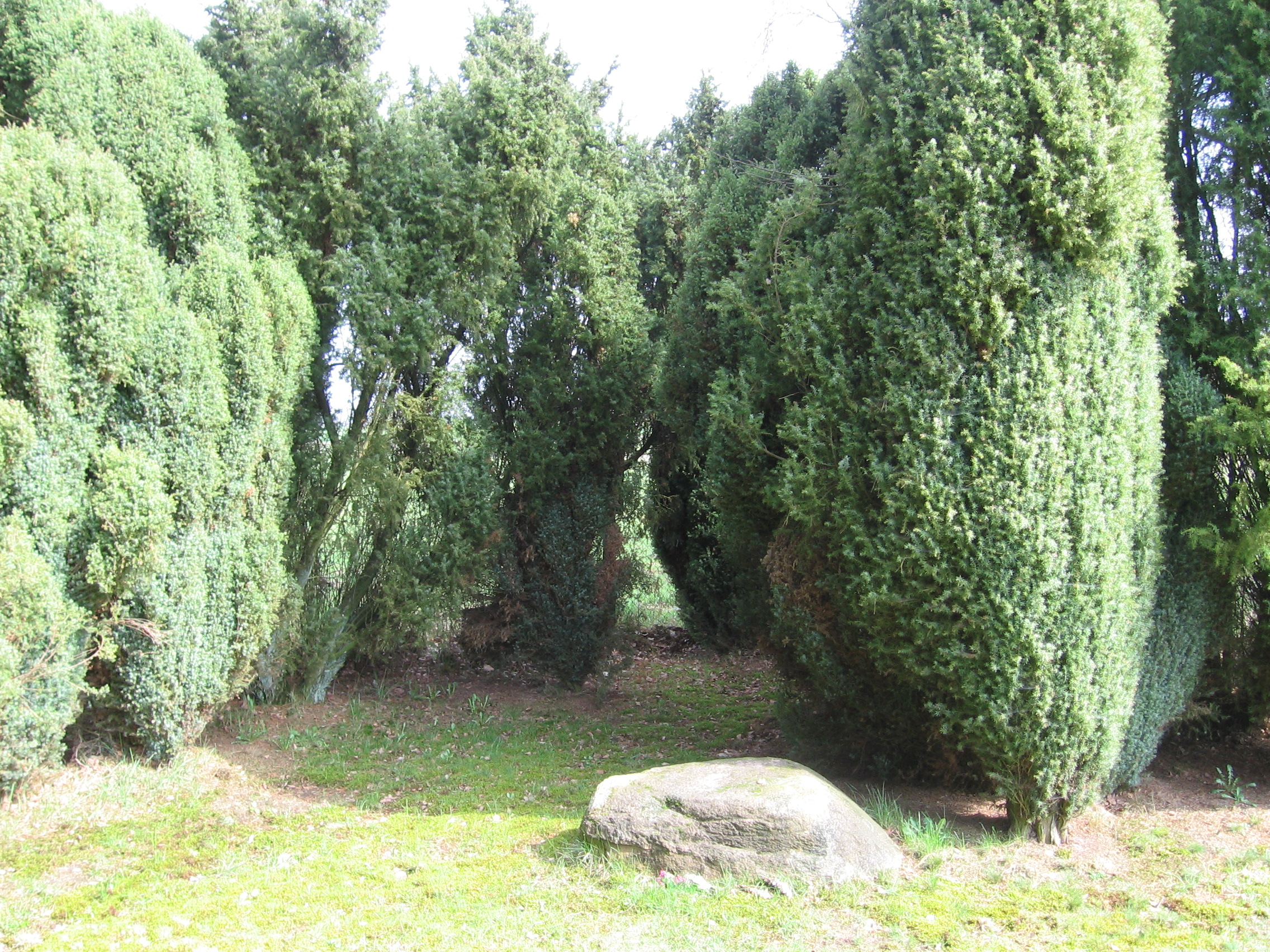
Het graf van Arno Schmidt

Arno Schmidt stierf op 3 juni 1979 aan de gevolgen van een hersenbloeding in het ziekenhuis van Celle; het prozawerk Julia, oder die Gemälde bleef onvoltooid.

### Andere opmerkingen
Arno Schmidt was na 1945 bevriend met Alfred Andersch, Heinz Jerofski, 
Wilhelm Michels, Eberhard Schlotter en Hans Wollschläger, later ook met Jan Philipp Reemtsma.
Arno Schmidt vertaalde vele werken uit het Engels – eerst romans in opdracht van enkele uitgeverijen, dan geschriften van Stanislaus Joyce en ten slotte gedichten en proza van Edgar Allan Poe alsook romans van Wilkie Collins, Edward Bulwer-Lytton, William Faulkner en James Fenimore Cooper.

## Het werk

### Nalatenschap
De persoonlijke en literaire nalatenschap wordt op enkele uitzonderingen na bewaard in Bargfeld; beide delen van Schmidts nalatenschap worden beheerd en verzorgd door de Arno Schmidt Stiftung, die naast het huis van Schmidt, dat open staat voor bezoek, gelegen is. 

### Werken

#### Verhalen, romans en andere literaire werken
- Dichtergespräche im Elysium, 1940 (handschrift); pas 1984 postuum uitgegeven
- Pharos oder von der Macht der Dichter, ca. 1944; in Abend mit Goldrand (1975) opgenomen; postuum in deel I,4 van de Bargfelder Ausgabe
- Leviathan, Rowohlt 1949 (nl: Leviathan)
  - Enthymesis
  - Gadir
  - Leviathan
- Brand's Haide, Rowohlt 1951 (nl: Brand's Heide)
- Schwarze Spiegel, Rowohlt 1951 (nl: Zwarte Spiegel)
- Die Umsiedler – 2 Prosastudien, Frankfurter Verlagsanstalt 1953
  - Die Umsiedler
  - Alexander oder was ist Wahrheit
- Aus dem Leben eines Fauns, Rowohlt 1953 (nl: Uit het leven van een faun)
- Seelandschaft mit Pocahontas, eerst in : Alfred Andersch (ed.): Texte und Zeichen, deel 1, Luchterhand 1955
- Das steinerne Herz, Stahlberg 1956

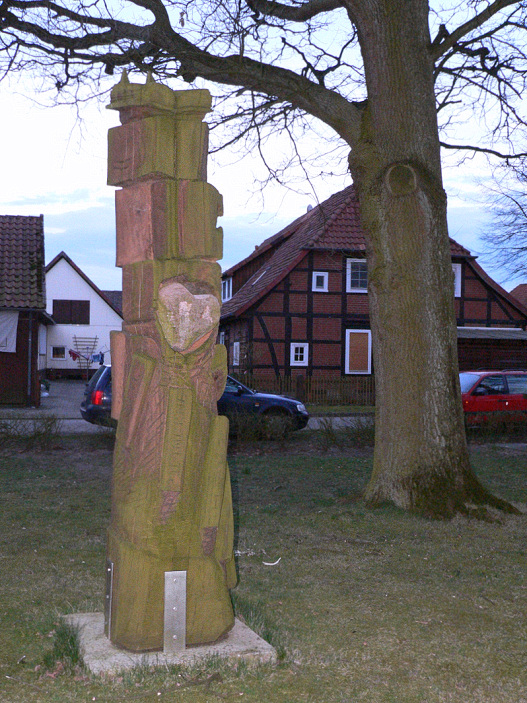
Stèle te Ahlden van een eikenstam in het Arno-Schmidt-Hain met een symbolisch stenen hart

- Die Gelehrtenrepublik, Stahlberg 1957
- KAFF auch Mare Crisium, Stahlberg 1960
- Ländliche Erzählungen, 10 vertellingen, oorspronkelijk uitgegeven onder de titel Kühe in Halbtrauer, Stahlberg, 1964, postuum in deel I,4 van de Bargfelder Ausgabe
- Zettel's Traum, Goverts Krüger Stahlberg 1970
- Die Schule der Atheisten, S. Fischer 1972
- Abend mit Goldrand, S. Fischer 1975
- Julia, oder die Gemälde, Haffmans 1983, romanfragment uit de nalatenschap
- Brüssel / Die Feuerstellung, Suhrkamp 2002, verhalende fragmenten uit de nalatenschap
- Arno Schmidts Lilienthal 1801, oder Die Astronomen. Fragmente eines nicht geschriebenen Romans. Eine Edition der Arno Schmidt Stiftung, Haffmans Verlag, 1996
- ...denn 'wallflower' heißt "Goldlack", Drei Dialoge. Eine Edition der Arno Schmidt Stiftung, Haffmans Verlag, 1984